# هو یونگ-سوک
هو یونگ-سوک (انگلیسی: Huh Young-sook؛ زادهٔ ۲ ژوئیهٔ ۱۹۷۵) بازیکن هندبال اهل کره جنوبی است.
از افتخارات وی میتوان به کسب مدال نقره در بازی‌های المپیک تابستانی ۲۰۰۴ اشاره کرد.